# Sugar Bowl (skigebied)

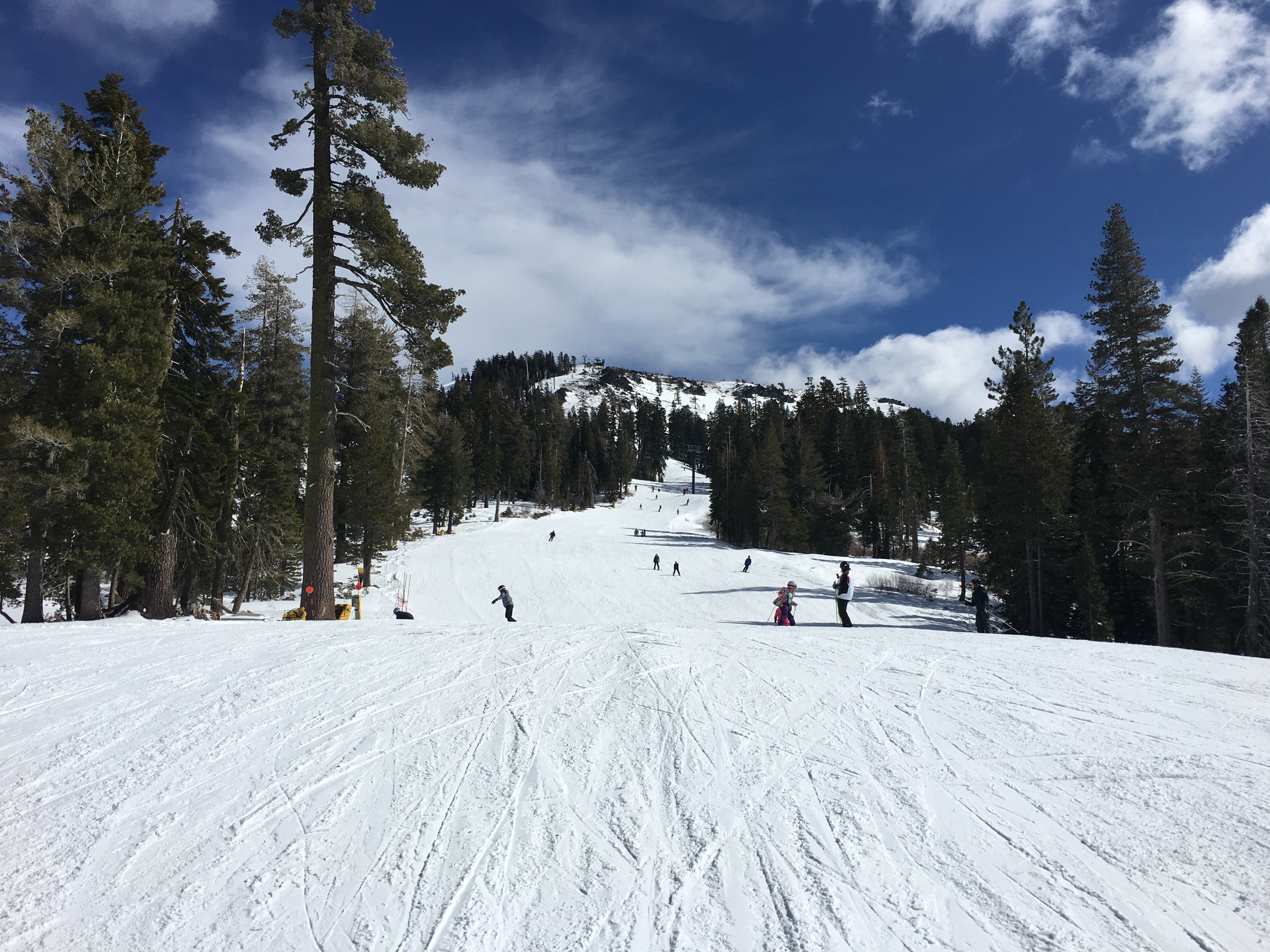
Skipiste

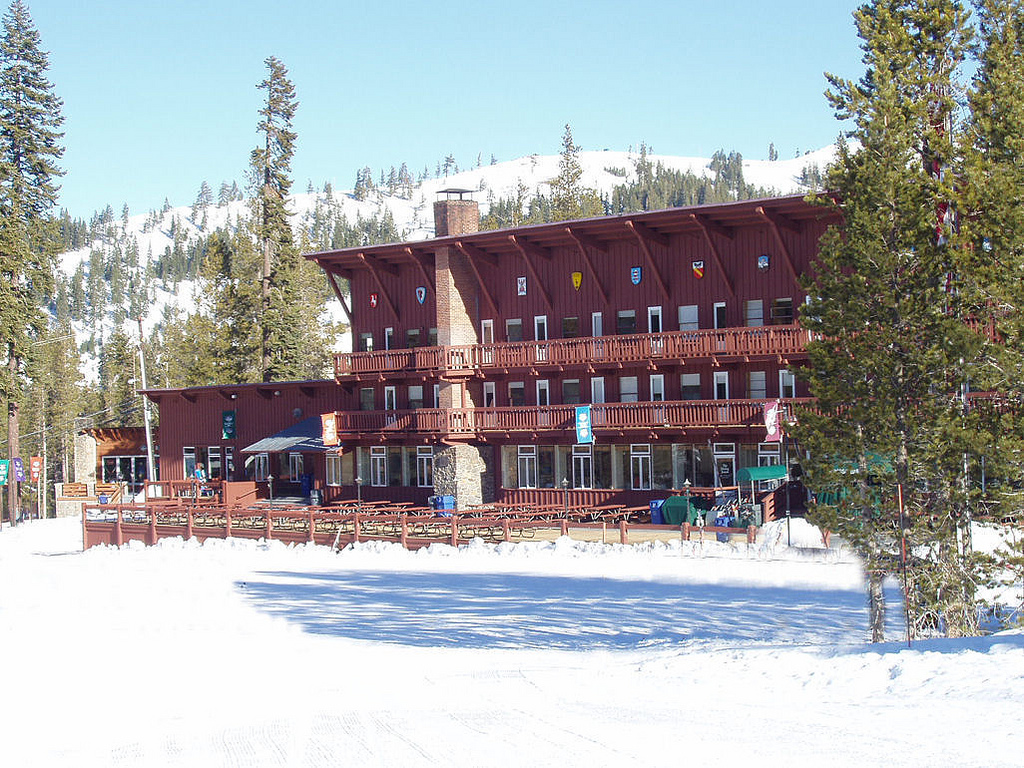
De Modern Lodge huisvest The Hotel at Sugar Bowl. Het bouwwerk werd gebouwd voor de opening van het skigebied in 1939.

Sugar Bowl is een wintersportgebied in de Sierra Nevada in de Amerikaanse staat Californië. Het bevindt zich in Placer County, zo'n 14 kilometer ten westen van Truckee en 23 kilometer ten noordwesten van Lake Tahoe. Sugar Bowl werd opgericht door Oostenrijks alpineskiër Hannes Schroll en opende in 1939, waarmee het het oudste skigebied van de streek rond Lake Tahoe is. Gelegen aan de Donner Pass langs Interstate 80 is Sugar Bowl een van de best bereikbare skigebieden vanuit de San Francisco Bay Area. Met 12 liften en zo'n 100 afdalingen is Sugar Bowl een middelgroot skigebied.
Op minder dan een kwartier rijden van Sugar Bowl liggen nog drie kleinere skigebieden, Donner Ski Ranch, Boreal Mountain en Soda Springs.